# کاسامارسیانو
کاسامارسیانو (به ایتالیایی: Casamarciano) یک منطقهٔ مسکونی در ایتالیا است که در استان ناپل واقع شده‌است.

## خصوصیات
کاسامارسیانو ۶٫۳ کیلومترمربع مساحت و ۳٬۳۸۱ نفر جمعیت دارد و ۷۰ متر بالاتر از سطح دریا واقع شده‌است.

## خواهرخوانده
شهرهای جیبلینا و سن پائولو بل سیتو خواهرخوانده‌های کاسامارسیانو هستند.